# Carolin Schäfer

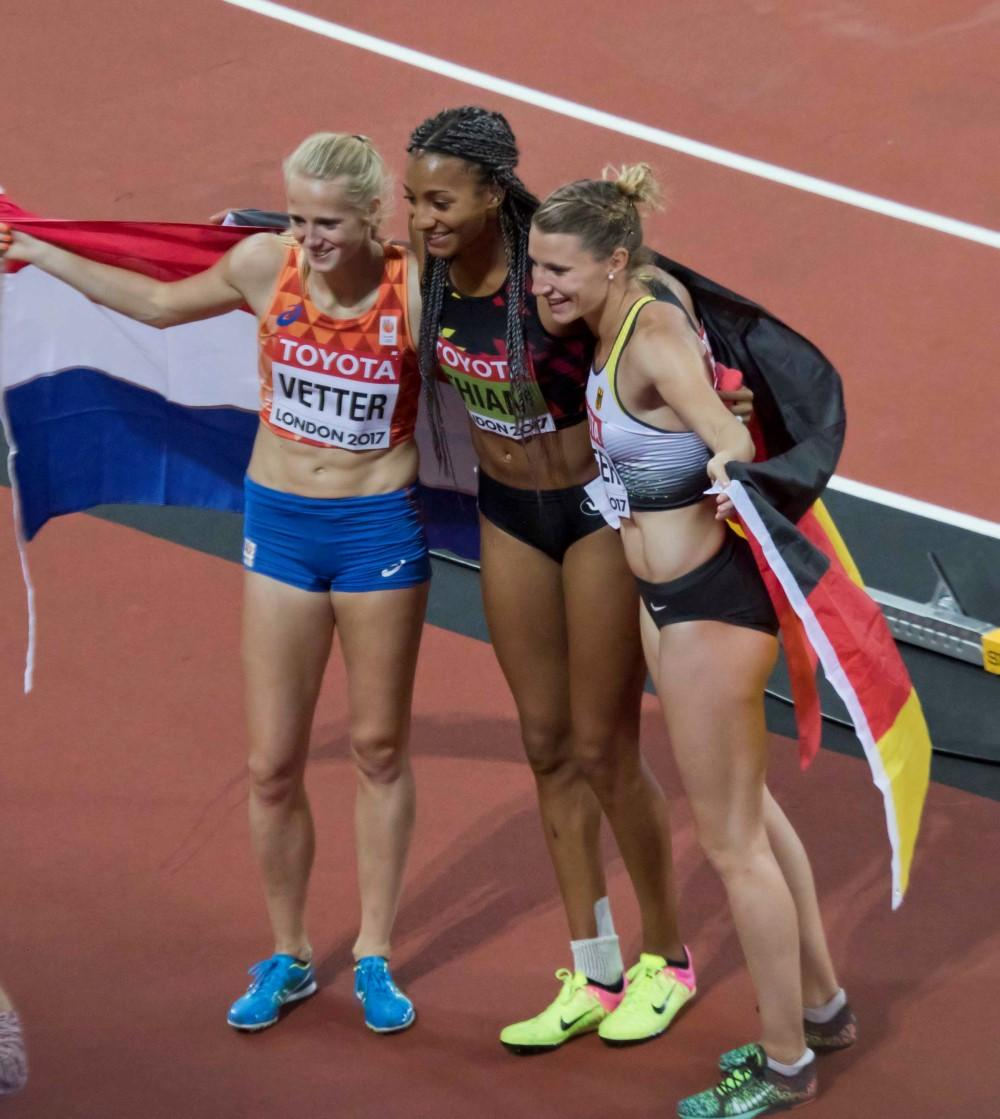
De eerste drie zevenkampsters op de WK van 2017 in Londen: Anouk Vetter (brons), Nafi Thiam (goud) en Carolin Schäfer (zilver).

Carolin Schäfer (Bad Wildungen, 5 december 1991) is een atlete uit Duitsland, die gespecialiseerd is in de zevenkamp. Ze nam tweemaal deel aan de Olympische Spelen.

## Biografie

### Tweemaal goud bij de junioren
Schäfer, die via haar broer geïnteresseerd raakte in de atletieksport, vestigde in 2007 voor het eerst de aandacht op zich, toen zij op de wereldkampioenschappen voor junioren tot achttien jaar (U18) in Ostrava tweede werd op de zevenkamp. Ze moest hier bijna 100 punten toegeven op de winnares, de Tsjechische Kateřina Cachová. Het jaar daarop werd zij kampioene op de zevenkamp tijdens de wereldkampioenschappen bij de junioren tot twintig jaar (U20) in Bydgoszcz. Ditmaal had zij zelf een voorsprong van 67 punten op de nummer twee, de Wit-Russische Yana Maksimava. Weer een jaar later veroverde zij ook de zevenkamptitel bij de Europese kampioenschappen voor junioren. Opvallend hierbij was dat zij de Tsjechische Kateřina Cachová, die haar twee jaar eerder in Ostrava nog zo gedecideerd had verslagen, nu met een verschil van 37 punten (5697 om 5660 p) achter zich hield.
In 2011 nam Schäfer deel aan de Europese kampioenschappen U23 in Ostrava. Ondanks het feit dat zij haar zevenkamp afsloot met haar beste score ooit, 5941 punten, kwam ze er niet verder mee dan de vijfde plaats. De atletes voor haar eindigden namelijk allemaal in de 6000 punten.

### Successen bij de senioren
In 2012 kwam Schäfer voor het eerst uit bij de senioren. Op de Europese kampioenschappen in Helsinki werd ze met 6003 punten elfde op de zevenkamp, later omgezet in een tiende plaats door de diskwalificatie wegens een dopingovertreding van de Wit-Russische Ljoedmyla Josypenko, die aanvankelijk als tweede was geëindigd. Eerder dat jaar had zij bij wedstrijden in Ulm met een puntentotaal van 6072 voor het eerst in haar carrière de 6000 puntengrens overschreden.
Na in 2013 haar eerste en tot nu toe enige Duitse titel op de zevenkamp te hebben behaald, werd Schäfer in 2014 op de EK in Zürich vierde. Na op de eerste dag van de zevenkamp kort achter de Belgische Nafissatou Thiam nog tweede te hebben gestaan, onder meer door een snelste tijd op de 200 m, verspeelde ze op de tweede dag, vooral door haar relatief zwakke werpprestaties, haar kans op een medaille, ondanks een PR van 6395 punten. De medailles gaan naar de Française Antoinette Nana Djimou (goud met 6551 p), de Nederlandse Nadine Broersen (zilver met 6498 p) en Nafi Thiam (brons met 6423 p).
Op de Olympische Spelen in 2016, waar Nafi Thiam olympisch kampioene werd, beëindigde de Duitse haar zevenkamp als vijfde.

### Zilver op WK 2017
Haar eerste medaille behaalde Schäfer op de wereldkampioenschappen van 2017 in Londen. Het werd zilver, achter Nafi Thiam, nadat zij na vier onderdelen op de eerste dag van de zevenkamp zelfs aan de leiding was gegaan. Op de tweede dag verloor zij ten opzichte van haar voornaamste rivalen Nafi Thiam en Anouk Vetter echter vooral kostbare punten bij het speerwerpen. Door een betere 800 m dan beide concurrentes kon zij ten slotte in de eindrangschikking de Nederlandse voorblijven.

### Clubs
Carolin Schäfer startte haar atletiekloopbaan bij TV Friedrichstein Wildungen 1911 e. V.. Daar werd de basis gelegd voor haar latere successen. In 2014 stapte zij over naar LG Eintracht Frankfurt, maar keerde op 1 januari 2015 terug naar haar thuisclub. Sinds 1 januari 2017 komt zij echter opnieuw uit voor LG Eintracht Frankfurt.

### Privé
Carolin Schäfer is in het dagelijks leven werkzaam bij de politie in de Duitse deelstaat Hessen, waar zij sinds januari 2016 de functie van politiecommissaris bekleedt.

## Titels
- Duits kampioene zevenkamp - 2013
- Wereldkampioene U20 zevenkamp - 2008
- Europees kampioene U20 zevenkamp - 2009

## Persoonlijke records
Outdoor
| Onderdeel    | Prestatie | Wind (m/s) | Datum             | Plaats   |
| ------------ | --------- | ---------- | ----------------- | -------- |
| 100 m        | 12,32     | -0,8       | 24 mei 2014       | Salzburg |
| 200 m        | 23,27     | +0,3       | 24 juni 2017      | Ratingen |
| 800 m        | 2.14,10   |            | 31 mei 2015       | Götzis   |
| 100 m horden | 13,07     | +2,0       | 24 juni 2017      | Ratingen |
| 400 m horden | 62,43     |            | 7 juni 2009       | Alsfeld  |
| hoogspringen | 1,86      |            | 27 mei 2017       | Götzis   |
| verspringen  | 6,57      | +0,9       | 28 mei 2017       | Götzis   |
| kogelstoten  | 14,84     |            | 5 augustus 2017   | Londen   |
| discuswerpen | 42,31     |            | 19 september 2009 | Mannheim |
| speerwerpen  | 54,10     |            | 5 augustus 2021   | Tokio    |
| zevenkamp    | 6836      |            | 27/28 mei 2017    | Götzis   |

Indoor
| Onderdeel    | Prestatie | Datum            | Plaats    |
| ------------ | --------- | ---------------- | --------- |
| 60 m         | 7,82      | 13 januari 2007  | Hanau     |
| 200 m        | 24,08     | 23 februari 2014 | Leipzig   |
| 800 m        | 2.16,61   | 5 februari 2014  | Frankfurt |
| 60 m horden  | 8,45      | 16 januari 2016  | Frankfurt |
| hoogspringen | 1,80      | 22 februari 2015 | Karlsruhe |
| verspringen  | 6,12      | 22 januari 2017  | Frankfurt |
| kogelstoten  | 14,24     | 17 januari 2016  | Frankfurt |
| vijfkamp     | 4098      | 1 februari 2009  | Hamburg   |

### Opbouw PR meerkamp en potentie op basis van persoonlijk records
In de tabel staat de uitsplitsing van het persoonlijk record op de zevenkamp. In de kolommen ernaast staat ook het potentieel record, met alle persoonlijke records op de losse onderdelen en de bijbehorende punten.
|              | Uitsplitsing PR | Uitsplitsing PR | Uitsplitsing PR |              | Potentieel record | Potentieel record |
| Onderdeel    | Prestatie       | Wind (m/s)      | Punten          | Pers. record | Punten            |                   |
| ------------ | --------------- | --------------- | --------------- | ------------ | ----------------- | ----------------- |
| 100 m horden | 13,09           | +1,0            | 1111            | 13,07        | 1114              |                   |
| hoogspringen | 1,86            |                 | 1054            | 1,86         | 1054              |                   |
| kogelstoten  | 14,76           |                 | 845             | 14,84        | 850               |                   |
| 200 m        | 23,36           | +0,7            | 1043            | 23,27        | 1052              |                   |
| verspringen  | 6,57            | +0,9            | 1030            | 6,57         | 1030              |                   |
| speerwerpen  | 49,80           |                 | 856             | 54,10        | 940               |                   |
| 800 m        | 2.14,73         |                 | 897             | 2.14,10      | 905               |                   |
| Puntentotaal |                 |                 | 6836            |              | 6945              |                   |

## Palmares

### zevenkamp
- 2007:  WK U18 te Ostrava - 5544 p
- 2008:  WK U20 te Bydgoszcz- 5833 p
- 2009:  EK U20 te Novi Sad - 5697 p
- 2011: 5e EK U23 te Otrava - 5941 p
- 2012: 10e EK - 6003 p (na DQ Ljoedmyla Josypenko)
- 2013:  Duitse kamp. meerkamp - 5804 p
- 2014: 7e Hypomeeting - 6386 p
- 2014: 4e EK - 6395 p
- 2015: DNF EK indoor
- 2015:  Hypomeeting - 6547 p
- 2015: DNF WK
- 2016:  Hypomeeting - 6557 p
- 2016: 5e OS - 6540 p
- 2016:  IAAF World Combined Events Challenge - 19573 p
- 2017:  Hypomeeting - 6836 p
- 2017:  Mehrkampf-Meeting Ratingen - 6667 p
- 2017:  WK - 6696 p
- 2017:  IAAF World Combined Events Challenge - 20199 p
- 2018:  Mehrkampf-Meeting Ratingen - 6549 p
- 2018:  EK - 6602 p
- 2018:  IAAF World Combined Events Challenge - 19608 p
- 2021: 7e OS - 6419 p